# Lužice, Most
Lužice là một làng thuộc huyện Most, vùng Ústecký, Cộng hòa Séc.